# Bahnhof Rinteln
Der Bahnhof Rinteln ist ein Bahnhof an der in der Bahnstrecke Elze–Löhne in der touristisch bedeutsamen niedersächsischen Stadt Rinteln an der Weser im Landkreis Schaumburg.
Gleichzeitig dient er als Anschluss des Museumsfahrbetriebes auf der Bahnstrecke Rinteln–Stadthagen.

## Lage und Betrieb
Der Bahnhof Rinteln liegt nördlich der Innenstadt an der Weserbahn von Bünde/Löhne über Bad Oeynhausen Süd und Rinteln nach Hildesheim/Bodenburg. Die Strecke wurde von 2011 bis Dezember 2021 von der NordWestBahn, seither wird sie von der DB-Tochter Regionalverkehre Start Deutschland bedient. Die Züge fahren im Stundentakt.
| Linie | Linienverlauf | Taktfrequenz |
| ----- | --- | ------------ |
| RB 77 | Weser-Bahn: Herford – Löhne (Westf) – Bad Oeynhausen Süd – Vlotho – Rinteln – Hessisch Oldendorf – Hameln – Coppenbrügge – Marienau (Coppenbrügge) – Osterwald – Elze (Han) – Nordstemmen – Emmerke – Hildesheim Hbf In Hildesheim Durchbindung einiger Züge als RB 79 bis Bodenburg Stand: Fahrplanwechsel Dezember 2023 | 60 min       |

## Anlage

### Bahnhof der Hannover-Altenbekener Eisenbahn
Der Bahnhof besitzt nach einigen Rückbaumaßnahmen nur noch zwei Gleise an einem Inselbahnsteig. Im Westen des Bahnhofes lagen die Abstell- und Ladegleise (1967: sechs Gleise), heute sind noch drei Gleise einschließlich der Kopframpe vorhanden. Sie gehören heute einschließlich des Gleises am Hausbahnsteig zum Anschluss der Rhein-Sieg-Eisenbahn, die seit 2011 EIU und EVU der Strecke nach Stadthagen ist. Das 2009 stark vernachlässigte und leerstehende Gebäude wurde 1977 errichtet, der Inselbahnsteig selber ist über eine aus dem Jahr 1910 stammende Unterführung zu erreichen. Fahrkarten für den Nahverkehr und ausgewählte Ziele des Fernverkehrs gibt es an Automaten am Bahnsteig.
Am Bahnhofsvorplatz befindet sich ein Omnibusbahnhof und eine Park & Ride-Anlage.
Im Zuge der Konjunkturprogramme wurde der Bahnhof von August bis Oktober 2009 durch die DB Station&Service AG an vielen Stellen saniert und modernisiert. Im Fokus der Maßnahmen stand die Verbesserung der Reisendeninformation mittels neuer dynamischer Schriftanzeiger. Des Weiteren wurde das Erscheinungsbild der Station verbessert, Wind- und Wetterschutzanlagen wurden saniert, neue Abfallbehälter aufgestellt und das Wegeleitungssystem erneuert. Auf den Bahnsteigen wurden schadhafte Stellen ausgebessert, die Personenunterführung und der Zugang zum Bahnsteig wurden aufgewertet.
In der Herbstauktion 2013 des für Bahnhofsversteigerungen bekannten Auktionshauses Karhausen ist der Bahnhof für 47000 Euro verkauft worden.
In den kommenden Jahren soll der Bahnhof für ca. 2,1 Millionen Euro saniert und barrierefrei ausgebaut werden, ein genauer Zeitpunkt liegt noch nicht fest. 2018 wurde das Jahr 2023 genannt.
Das ursprüngliche Empfangsgebäude war ein zweieinhalbgeschossiger Fachwerkbau, der vielfach baulich verändert wurde. Es gab mehrere Anbauten, u. a. für eine einstöckige Bahnhofswirtschaft im Westen. Fachwerkwände wurden durch massive Wände ersetzt. Teilweise war das Fachwerk an der Wetterseite auch durch Schieferplatten verhängt. Im September 1976 wurde es abgerissen.
Vorhanden ist noch der Güterschuppen von 1875, der heute anderweitig genutzt wird. Es gibt noch die Stellwerke Rw und Ro, letzteres auf dem Bahnsteig stehend, es ist seit 1974 das Fahrdienstleiterstellwerk Rof.

### Rinteln Nord

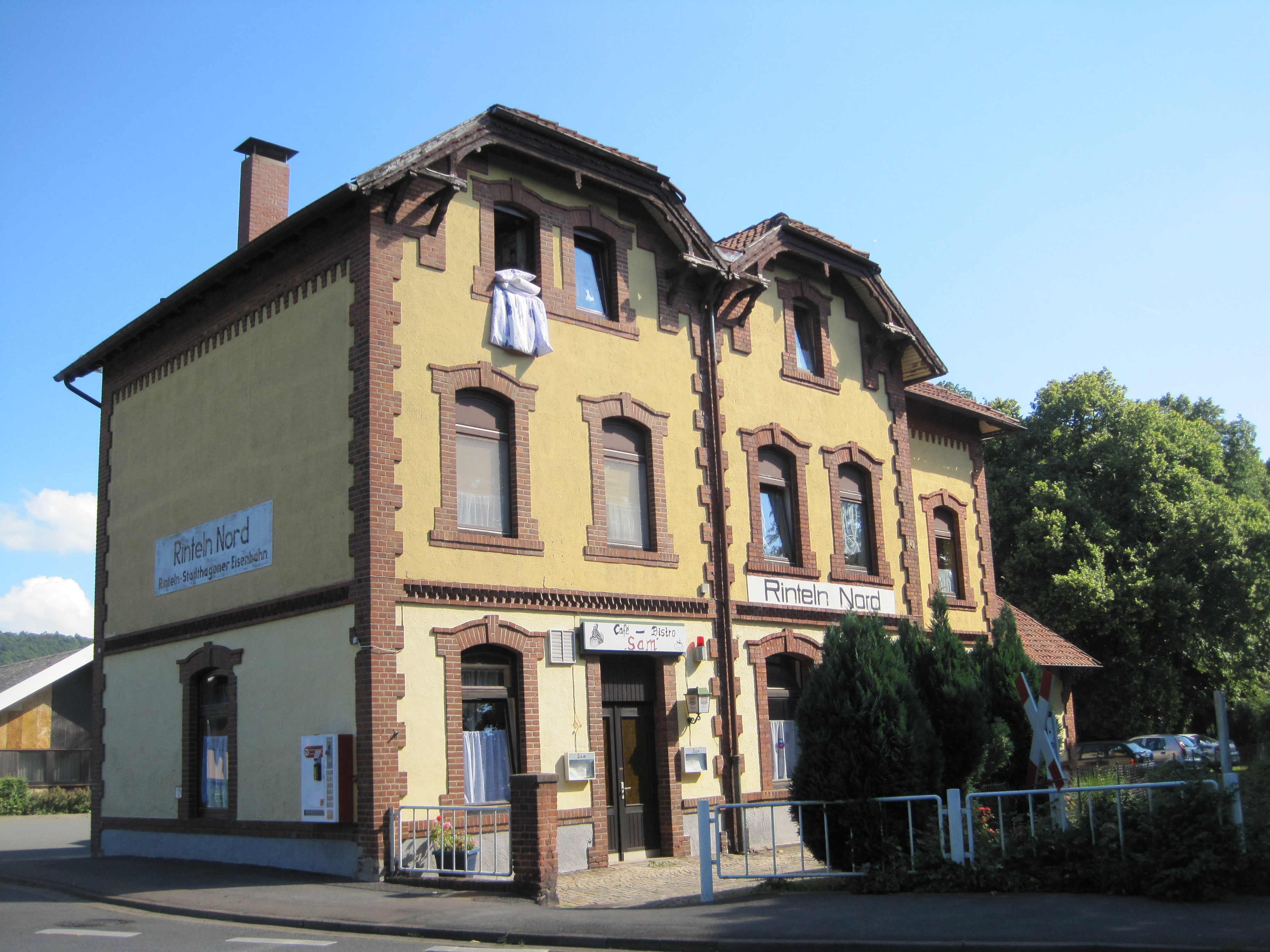
Bahnhof Rinteln Nord

Auf dem Bahnhofsvorplatz liegt seit 1900 der Bahnhof Rinteln Nord der Bahnstrecke Rinteln–Stadthagen, der trotz seines Namens südlich der Staatsbahnstrecke liegt. Bis 1965 gab es dort regelmäßigen Personenverkehr. Auf der Strecke führt seit 1976 die Dampfeisenbahn-Weserbergland (DEW) einen Museumsbahnbetrieb durch. Das Empfangsgebäude ist noch erhalten, aber in privater Hand. Von den ehemals zwei Gleisen ist nur noch eines vorhanden. Westlich führte das Gleis bis zum Weserhafen, es wurde bis 2006 im Güterverkehr bedient. In östlicher Richtung fahren die Züge Richtung Stadthagen. Östlich anschließend lagen die umfangreichen Gleisanlagen, von denen der südliche Teil heute überbaut ist. Erhalten ist noch der denkmalgeschützte Lokschuppen mit Wasserturm.

### Rinteln Extertalbahn
Westlich der auf das Empfangsgebäude zulaufenden Bahnhofsallee lag von 1929 bis 1970 der Bahnhof der Extertalbahn nach Barntrup. Sie führte über die Weser und durch die Innenstadt bis zum Bahnhof Rinteln Süd, der ab 1969 der Endpunkt der Extertalbahn war. Hier gab es ein Bahnsteig- und ein Umsetzgleis. Bereits vor dem Endpunkt zweigte ein Gleis zur Hafenbahn ab, über das die Übergabe der Güterzüge erfolgte. Personenverkehr gab es bis 1969.